# Цугшпице
Цугшпице (на немски: Zugspitze), с височина 2962 м, е най-високият връх в Германия. Той се намира в Баварските Алпи, на австрийско-германската граница — в окръг Гармиш-Партенкирхен, провинция Бавария.
248 дни в годината върхът е в мъгла.
Първото документирано изкачване на върха е осъществено от група, водена от лейтенант Йозеф Наус, на 27 август 1820 г.